# Tucano (Bahia)
Pour les synonymes pourtant le nom de Tucano, voir Tucano et Embraer EMB 312.
Tucano est une municipalité brésilienne de l'État de Bahia et la Microrégion d'Euclides da Cunha.